# Алаэддин-бей I Караманид
Алаэддин-бей (староанатол. тур. علاء الدين بك‎; тур. Alaaddin Bey; умер 1397/98) — правитель бейлика Караманогуллары. Алаэддин-бей был сыном Халила-бея (Алаэддина Халила) и братом Сулеймана-бея. Алаэддина-бея часто ошибочно называют Алаэддин Али-бей. Правление Алаэддина ознаменовалось увеличением влияния Караманидов в Анатолии, что было результатом его брака с Нефисе-султан (Мелек-султан), дочерью османского султана Мурада I. Это был первый династический союз Караманидов с османами. Алаэддин отстаивал независимость бейлика от османов, неоднократно воевал с Мурадом и Баязидом. В 1397/98 году казнён Баязидом.

## Биография

### Начальные годы
Алаэддин-бей был сыном Халила Мирзы-бея, правившего бейликом примерно в 1333—1348 годах. Вероятно, в семье были междоусобицы и борьба за власть. В течение около десяти лет после смерти Халила бейликом правили его братья и племянники. Сын Халила, Сулейман, пришёл к власти лишь после смерти Мусы-бея примерно в 1355 году. Несмотря на неспокойное правление, он правил шесть лет, после чего был отравлен. Убитый в 1361 году в результате заговора родственников Сулейман-бей был похоронен в завия Каламиия, а его гробница была построена братом Алаэддином в 1370/71 году. По словам Шикари, организатор заговора, Касым, короткое время был преемником Сулеймана на престоле, но вскоре и он, и его сторонники были убиты Алаэддином. Поскольку этот караманид упоминается просто как Алаэддин в надписях, монетах, вакуфных документах, исторических календарях и в надёжных современных ему летописях, «Алаэддин Али» — это просто растиражированная ошибка.
О дате рождения, имени матери и ранних годах Алаэддина ничего не известно. Автор труда «Караман-наме» Шикари изображает его полулегендарным героем, который правил своей страной более сорока лет (1357/61—1398). На самом деле, скорее всего, он пришёл к власти позднее. Некоторые исследователи, изучив надписи на Хатуние медресе, считают, что во время постройки в 1381 году Халил был ещё жив и, возможно, был правителем Карамана. Босуорт в справочнике «Мусульманские династии» называет 1381 год как год начала правления Алаэддина. Однако идентификация правителей, указанных в надписях на строениях и захоронениях затруднена, исследователи не всегда понимают, о каком именно Алаэддине идёт речь, поскольку отец и один из сыновей Алаэддина тоже звались Алаэддинами (Алаэддин Халил Мирза и Алаэддин Али).
Алаэддин был образованным правителем, в отличие от всех своих предшественников (возможно, за исключением Мусы Бурханетдина). По его приказу была написана несохранившаяся до наших дней «Шах-наме династии Караман» (автор — Ярджани), на основе которой позднее Шикари написал «Караман-наме», основной источник по истории региона. Алаэддин-бей, как и его преемники, не придерживался какой-то определённой линии в дипломатии. Он отказался от традиционного для караманидов союза с мамлюками и поддержал Рамазаногуллары против мамлюкского султана Баркука.
В 1361 году Алаэддин заключил соглашение с правителем Эретна о совместных действиях. Затем Эретнаогуллар Мухаммад-бей был убит в Кайсери в 1366 году. Вместо него к власти пришёл его малолетний сын Али Алаэддин. Визирем в Эретна был кади Бурханеддин Ахмед, известный поэт. После смерти Алаэддина кади Бурханеддин провозгласил себя султаном, сместив законного наследника. Воспользовавшись смутным периодом в Эретне, Алаэддин Караманид захватил Нигде, Аксарай и Кайсери, а Али Алаэддин Эретнаоглу перебрался из Кайсери в Сивас. Также Алаэддин присоединил к своему бейлику некоторые бывшие территории Киликийского царства и взял в 1366/67 годах Конью. После таких успехов Бабук-огуллары (область Нигде), Атабеи (область Ышакли у Акшехира), Девлет Шах (область Ылгын) и другие татарские вожди пошли на службу к Караманидам. Проводимая Алаэддином политика вражды с правителем Эретны кади Бурханеддином привела к потере естественного союзника против османов.
В 1367 году, во время войны мамлюков с Кипрским королевством, Алаэддин напал на Кызкалеси и Корикос, которые караманиды давно хотели захватить. Город с 1360 года принадлежал Кипру, так что горожане укрылись во внутреннем городе и отправили двух послов Пьеру де Лузиньяну.
В это же время были получены письма [к королю] от капитана Корхигоса и из Конии, в которых говорилось, что Великий Караман объявил в Корхигосе, что <...> он пришел с большой армией для осады крепости
Пьер, нуждавшийся в форпосте на анатолийском побережье, немедленно отправил помощь осаждённым, а его брат Жан де Лузиньян возглавил оборону. Пьеру пришлось обратиться за помощью к европейским государствам. На этот раз караманиды не смогли взять Корикос, по сообщению современника «через три дня господин принц приказал жителям Корхигоса выйти из крепости для баталии. Бог даровал христианам победу, они разбили турок, а также они нанесли много ранений Великому Караману».
В 1375 году Алаэддин-бей опять сражался против правителя Сиваса кади Бурханеддина Ахмеда. Примерно в это время (в 1375 году) мамлюки заняли всю Киликию, уничтожив армянское царство. Во время правления Алаэддина бейлик был существенно увеличен, в 1380 году территория Караманидов включала в себя следующие регионы и города: Гульнар, Анамур, Силифке, Мут, Эрменек, Хадым, Бозкыр, Ларинда (столица), Эрегли, Улукышла, Нигде, Карахисар, Аксарай, Акшехир, Бейшехир, Ылгын и Конью. Алаэддин был уже не просто «правитель Анатолийских гор» (араб. صاحب جبال الروم‎, Сахиб джибал ар-Рум), как ранее летописцы мамлюков называли караманидов. Его называли уже «Султан» и «Абу-ль-Фатх» (أبو الفتح‎ — «Отец победы»).

### Брак с дочерью Мурада
Отношения с османами у караманидов были сложными, поскольку оба бейлика претендовали на одни и те же близлежащие территории. Обе семьи пытались достичь хотя бы временного согласия путём династических союзов друг с другом. Первым из таких союзов стал брак Алаэддина и дочери Мурада, Нефисе(Мелек)-султан. В сборнике документов османской канцелярии «Муншаат ас-Салатин» («Письма султанов»), составленном Нишанджы Феридуном Ахмед-беем в XVI веке, указывается 1386 год как дата свадьбы, но исследования надписи на медресе Хатуние, возведённом Нефисе-султан, даёт основания полагать, что брак был совершён не позже 1381/82 года. Неизвестно, с чьей стороны была инициатива. Известно, что в том же году был заключён и брак Баязида, сына Мурада и будущего султана, с Девлет-султан, дочерью Гермияноглу Сулеймана-шаха. Шикари в «Караман-наме» пишет, что брак был предложен Мурадом через брата Алаэддина, Давуда, который приехал в Бурсу как посол от Алаэддина. «У меня есть любимая дочь. Я предлагаю выдать её замуж за Алаэддина-бея. Когда ты вернёшься, передай ему мое желание как подобает, и пусть он примет её благосклонно, как свою жену». Судя по всему, помолвка состоялась в 1378 году. Приданое Нефисе было богатым, Со своей стороны, Алаэддин обязался передать жене в случае развода Ильгин, Акшехир, Аксарай и окрестности этих городов. Благодаря этому браку Алаэддин несколько раз получал прощение от Мурада и Баязида. Хроники сохранили в описании свадьбы рассказ о нападении на кортеж невесты. Монголы окружили караван в Сиврихисаре, но охранники Алаэддина, разгромили монголов ещё до того, как успели прибыть на помощь 40000 конников из Карамана. На свадебных торжествах в Карамане присутствовали эмиры Сарухана, Айдына, Ментеше и Эшрефоглу.
Из-за конфликта с беем Карамана в 1385 /86 году Мурад был вынужден отвлечься от военных действий на европейской территории и вернуться с армией в Анатолию. Причиной были территориальные претензии Алаэддина. По мере того, как османы расширяли свои владения на Балканах, Алаэддин-бей присоединял земли в Малой Азии. Хамидогуллары были уже не в состоянии противостоять его натиску, и тогда правитель бейлика Хамид продал свои земли Мураду. Алаэддин-бей был недоволен. Момент для выступления показался караманскому бею подходящим ввиду недавней междоусобицы в государстве османов и концентрации их военных сил на Балканах, и Алаэддин захватил Кара-Агак, Ялвадж и Бейшехир. Мурад, однако, сумел быстро подготовить армию к походу против караманского бея и османские войска подошли к Конье, столице Караманидов. Алаэддин предложил мир, но Мурад отверг предложение зятя, заявив, что не может полагаться на мусульманского правителя, напавшего на него, в то время как он сражался с неверными. Оба войска сошлись перед Коньей. В сражении Алаэддин был разбит наголову. После этого султан осадил Конью, но Алаэддин запросил мира, выслав к Мураду свою жену. Мурад пошёл на мирное соглашение при посредничестве своей дочери при условии, что Алаэддин отдаст Бейшехир. Именно после этой битвы с Алаэддином Баязид, тогда ещё сын султана, заработал прозвище «Молниеносный».
Султан разделил все свои анатолийские владения на пять санджаков, поставив во главе их преданных ему сановников. После этого он вернулся со своим войском на Балканы. Однако Алаэддин-бей не считал это соглашение долговременным и лишь выжидал. До правления Баязида I османы и караманиды жили в мире, но как только Алаэддин узнал в 1389 году, что его тесть был убит в Косове, он заключил мир с Ментеше и Эретна, захватил Бейшехир и призвал правителей в западной Анатолии сражаться против Баязида I. Во время кампании зимой 1389-90 годов Баязид аннексировал западные анатолийские эмираты Айдын, Сарухан, Гермиян, Ментеше и Хамид. Затем он пошёл на Караман. Алаэддин был разбит Баязидом и осаждён в Конье. Однако бывший союзник Баязида, Джандароглу Сулейман-бей из Кастамону, сын основателя бейлика Джандаридов-Исфендияридов, заключил соглашение с кади Бурханеддином Ахмедом против Баязида. Таким образом, султан был вынужден отказаться от осады Коньи и опять заключить мир с Алаэддином в 1391 году, чтобы направить свой удар против Сулеймана-бея и кади Бурханеддина. В 1392 году Баязид победил и убил Сулеймана-бея и аннексировал его территории. Правители мелких территорий в регионе, включая правителя Амасьи, также подчинились османам. Однако кади Бурханеддина Баязид не мог покорить.
Алаэддин-бей и Кади Бурханеддин, вместо того, чтобы объединиться против Баязида, соперничали и делили территории друг с другом, ещё более ослабляя себя. Примерно в это время (1394 год) правители бейликов получили письма от Тамерлана с настоятельным предложением подчиниться ему. Алаэддин-бей, воспользовался возможностью и согласился стать вассалом и союзником Тамерлана. Тем самым кади Бурханеддин Ахмед, правитель Сиваса, оказался между двумя врагами. В 1396 году Алаэддин-бей подговорил губернатора Кайсери Шейха Муайяда, бывшего до этого союзником кади Бурханеддина, перейти на свою сторону. Кади Бурханеддин сразу поймал Шейха Муайяда и казнил его в Кайсери.

### Последняя война
Несмотря ни на что, Алаэддин никогда не отказывался от борьбы с османами. Во время битвы при Никополе он атаковал Анкару и посадил в тюрьму Сари Темирташ-пашу, вали города. В битве при Никополе в плен к Баязиду попал Иоганн Шильтбергер, который служил непосредственно Баязиду, будучи в свите султана. Он оставил описание последующих событий. По его словам, Баязид выступил против непокорного родственника со 150 тысячным войском, в то время, как у Алаэддина было 70 тысяч. Узнав о приближении Баязида, Алаэддин освободил Темирташа-пашу и отправил его с послом, с дарами и мирными предложениями к султану. Однако Баязид отказался говорить о мире. Армии встретились недалеко от Коньи и вступили в бой. Несмотря на численный перевес, Баязид в двухдневной битве не смог одолеть караманида, однако, будучи почти окружён, Алаэддин укрылся в цитадели города. После 11 дней осады султан договорился с жителями города, что они откроют ворота в обмен на сохранение жизни и имущества.

Население города выдало своего правителя, и Алаэддин был убит. Иоганн Шильтбергер так описывал смерть Алаэддина-бея:
На вопрос сего последнего, почему он не хотел его признать своим верховным владетелем, он отвечал, что считал себя равным ему государем и тем так разгневал султана, что он вскричал три раза, не освободят ли меня от Карамана. Наконец кто-то [Сары Тимурташ-паша] явился, отвел Карамана и, умертвивши его, снова явился пред Баязитом, который его спросил, что он сделал с Караманом. Узнав жалкую его участь, он заплакал и приказал казнить убийцу на том самом месте, где он умертвил Карамана, в наказание за то, что он так спешил убиением столь знатной особы и не подождал, пока не прошел гнев своего государя. Затем велел положить голову Карамана на острие копья и носить по всему краю, дабы другие города, увидя, что владетель их уже не был в живых, скорее сдавались.
Согласно описанию Шильтбергера, это произошло в 1397/98 году, однако Энциклопедия ислама указывает 1391 год. Известный востоковед Юрий Петросян принял версию, что Алаэддин был казнён по приказу Баязида. После казни Алаэддина и сдачи Коньи Баязид направился к Ларинде, в которой находились сыновья Алаэддина и их мать — жена Алаэддина и сестра Баязида. Ввиду невозможности сопротивляться, вдова Алаэддина вышла из города к своему брату, ведя сыновей. Баязид «видя сестру с сыновьями, вышел из своей палатки им на встречу; они тогда бросились к его стопам, целовали ему ноги, прося пощады, и передали ему ключи замка и города. Король тогда велел стоявшим возле него сановникам поднять их, овладел городом и поставил туда начальником одного из своих приближенных. Сестру же с её сыновьями он отправил в столичный свой город Бруссу».
Земли Караманидов Баязид отдал своему сыну Мустафе. Неизвестно, как Мехмед-бей и Али-бей, сыновья Алаэддина, жили в Бурсе. Согласно «Дустурнаме» Энвери они содержались отдельно от матери в почётном плену.

## Наследие
В 1370 году Алаэддин-бей построил в Ларинде мечеть Актекке, перестроив существовавшее здание завии Каламия. Так в этой мечети оказались захоронения внуков Джалаладдина Руми, его брата Алаэддина-челеби и его матери Мюмине-хатун. Из-за этого мечеть ещё называют «Мадер-и мевляна джами» («Мечеть матери нашего господина»). Здесь же захоронен Караманоглу Сулейман-бей (Сейфеддин), брат Алаэддина-бея.

## Значение
Время правления Алаэддина считается периодом максимального влияния Караманидов в Малой Азии. Во время правления Алаэддина бейлик был существенно увеличен, в 1380 году территория Караманидов включала в себя следующие регионы и города: Гульнар, Анамур, Силифке, Мут, Эрменек, Хадым, Бозкыр, Ларинда (столица), Эрегли, Улукышла, Нигде, Карахисар, Аксарай, Акшехир, Бейшехир, Ылгын и Конью. Алаэддин был уже не просто «правитель Анатолийских гор», как ранее летописцы мамлюков называли караманидов. Его называли уже «Султан» и «Абу-ль-Фатх» («Отец победы»). Рассказывая об осаде Корикоса Леонтий Махера называет его «Великий Караман», из описания Шильтбергера видно, что Алаэддин считал себя равным Баязиду.
Однако Алаэддин-бей не смог остановиться, он претендовал на земли бейлика Хамид, переданные османам. Также Алаэддин-бей разорвал традиционные связи своей семьи с Эретнагулларами и мамлюками, которые были его естественными союзниками против османов, чем ослабил бейлик. После его казни бейлик оказался поглощен Османской империей.

### На русском языке
- Шильтбергер И. Путешествие Ивана Шильтбергера по Европе, Азии и Африке, с 1394 года по 1427 год / АН АзССР, Институт Востоковедения, перевод Бруна Ф.К.. — Баку: Элм, 1984. — (Записки императорского Новороссийского университета).
- Босворт К.Э. Мусульманские династии. Справочник по хронологии и генеалогии / Пер. с англ. П.А.Грязневича. Ответственный редактор И.П.Петрушевский. — М.: Наука, 1971. Архивировано 29 октября 2017 года.
- Петросян Ю.А. Османская империя: могущество и гибель (Исторические очерки). — М.: Наука. Главная редакция восточной литературы, 1990. — 280 с. — ISBN 5-02-017026-7.
- Леонтий Махера. Повесть о сладкой земле Кипр. Книга II. // Крестоносцы позднего средневековья: Король Кипра. Пьер I Лузиньян: Учебное пособие. — М.: Изд-во МГУ, 1999.

### На других языках
- Şikari. Karamanname (тур.) / Metin Sözen; Necdat Sakoğlu. — İstanbul: Lebib Yalkın, 2005. — С. 254. — ISBN 975–585–483–5.
- Alderson Anthony Dolphin. The Structure of the Ottoman Dynasty (англ.). — Oxford: Clarendon Press, 1956. — 186 p.
- Emecen F. Anatolian emirates (THE KARAMANIDS) // Encyclopedia of the Ottoman Empire :  [англ.] / Ágoston G., Bruce A. M.. — 2009. — P. 40. — ISSN 0-8160-6259-5.
- Kramers J.H. Karaman-Oghullari (англ.) / In Houtsma, Martijn Theodoor. — Leiden: BRILL, 1927. — Vol. II. — С. 748—752. — (E.J. Brill's first encyclopaedia of Islam, 1913–1936).
- Özaydın A. KADI BURHÂNEDDİN (Kadı Burhaneddin Devleti.) // Islamansiklopedisi. — 2001. — № 24. — P. 76—77.
- Sakaoglu N. Famous Ottoman Women (англ.). — Istanbul: Avea, 2007. — 320 p. — ISBN 9757104779. — ISBN 9789757104773.
- Sumer F. Karaman-Oghullari (англ.). — Leiden: BRILL, 1997. — Vol. IV. — С. 619—625. — (Encyclopaedia of Islam, New Edition).
- Sumer F. Karamanogullari (тур.) // Islamansiklopedisi. — 1995. — Num. 24. — P. 454—460.
- Tanrikorur B. Karaman Mevlevîhânesi // Islamansiklopedisi. — 1995. — № 24. — P. 447—448.